# Steven De Smet
Steven De Smet (24 december 1956) raakte bekend als hoofdcommissaris bij de Gentse politie.
Op 1 november 2014 ging hij aan de slag als adviseur Communicatie, Veiligheid en Strategie bij de Oost-Vlaamse provinciegouverneur Jan Briers. Op 1 november 2019 werd hij kabinetschef van wnd. Gouverneur Didier Detollenare. Op 1 januari 2022 ging hij met pensioen en blijft hij zich inzetten voor de veiligheidstoekomst in het digitaal tijdperk als 'De Flik' op het internet. 

## Biografie
De Smet trad op 1 september 1978 in dienst bij de politie (toen nog de Gemeentepolitie) van de stad Gent als operationeel agent. Vier jaar later werd hij officier (adjunct-commissaris). In 1992 behaalde hij een master in de criminologie en in 2000 de graad van hoofdcommissaris. Tijdens zijn jaren als dienstchef Externe Relaties zorgde hij ervoor dat de serie Flikken een voorbeeld van stad- en korpsmarketing werd.